# Grand Prix de Denain 1994
Il Grand Prix de Denain 1994, trentaseiesima edizione della corsa e valida come evento UCI categoria 1.4, si svolse il 7 aprile 1994 su un percorso totale di circa 191,5 km. Fu vinto dall'olandese Jans Koerts che terminò la gara in 4h38'25", alla media di 41,269 km/h.

## Ordine d'arrivo (Top 10)
| Pos. | Corridore        | Squadra         | Tempo    |
| ---- | ---------------- | --------------- | -------- |
| 1    | Jans Koerts      | Collstrop       | 4h38'25" |
| 2    | Lars Michaelsen  | Catavana        | s.t.     |
| 3    | Brian Holm       | Telekom-Merckx  | s.t.     |
| 4    | Andreas Kappes   | Trident         | s.t.     |
| 5    | Nicolas Aubier   | GAN             | s.t.     |
| 6    | Michel Vermote   | Festina-Lotus   | s.t.     |
| 7    | Hans De Meester  | Palmans         | s.t.     |
| 8    | Theo Akkermans   | Trident         | s.t.     |
| 9    | Thierry Laurent  | Novemail-Histor | s.t.     |
| 10   | Kurt Van Lancker | Collstrop       | s.t.     |